# Max Gandolf von Kuenburg

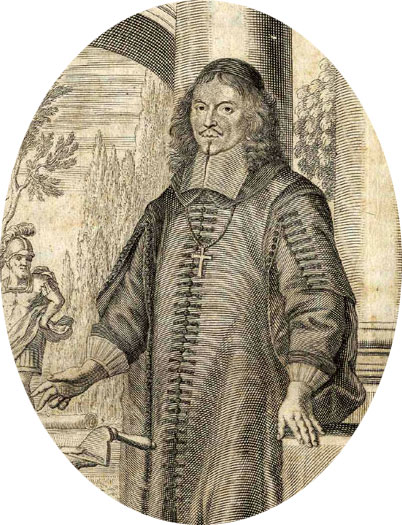
Der Salzburger Fürsterzbischof Max Gandolf (Porträt 17. Jh.)

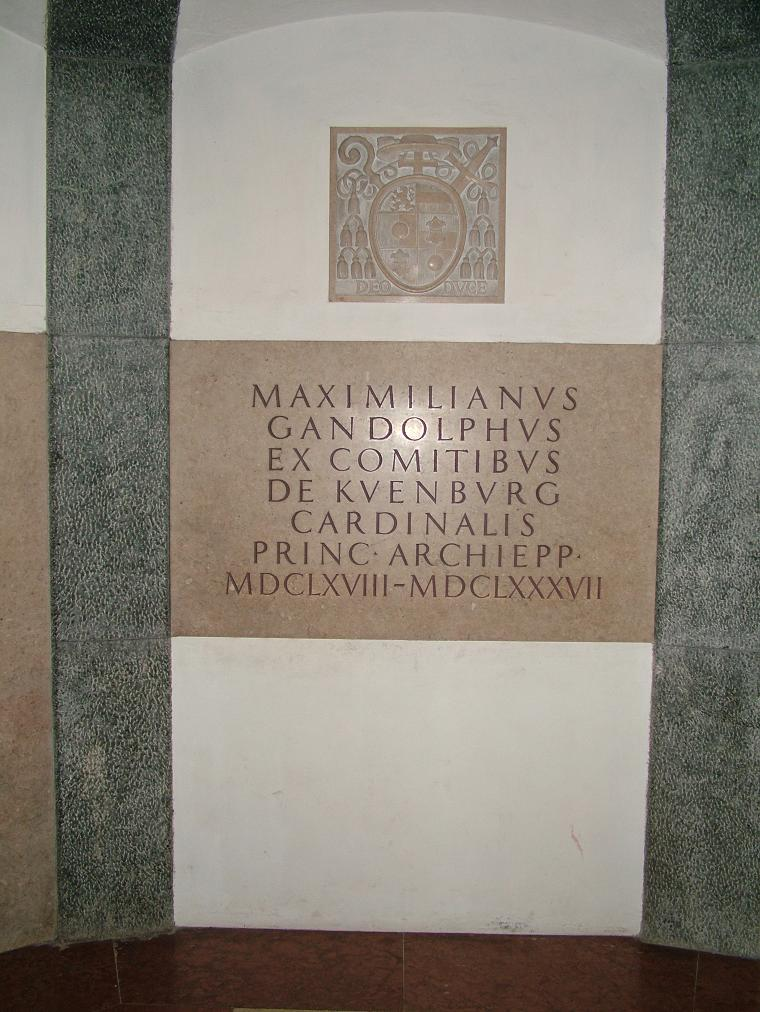
Grabstätte von Kardinal Kuenburg im Salzburger Dom – Krypta

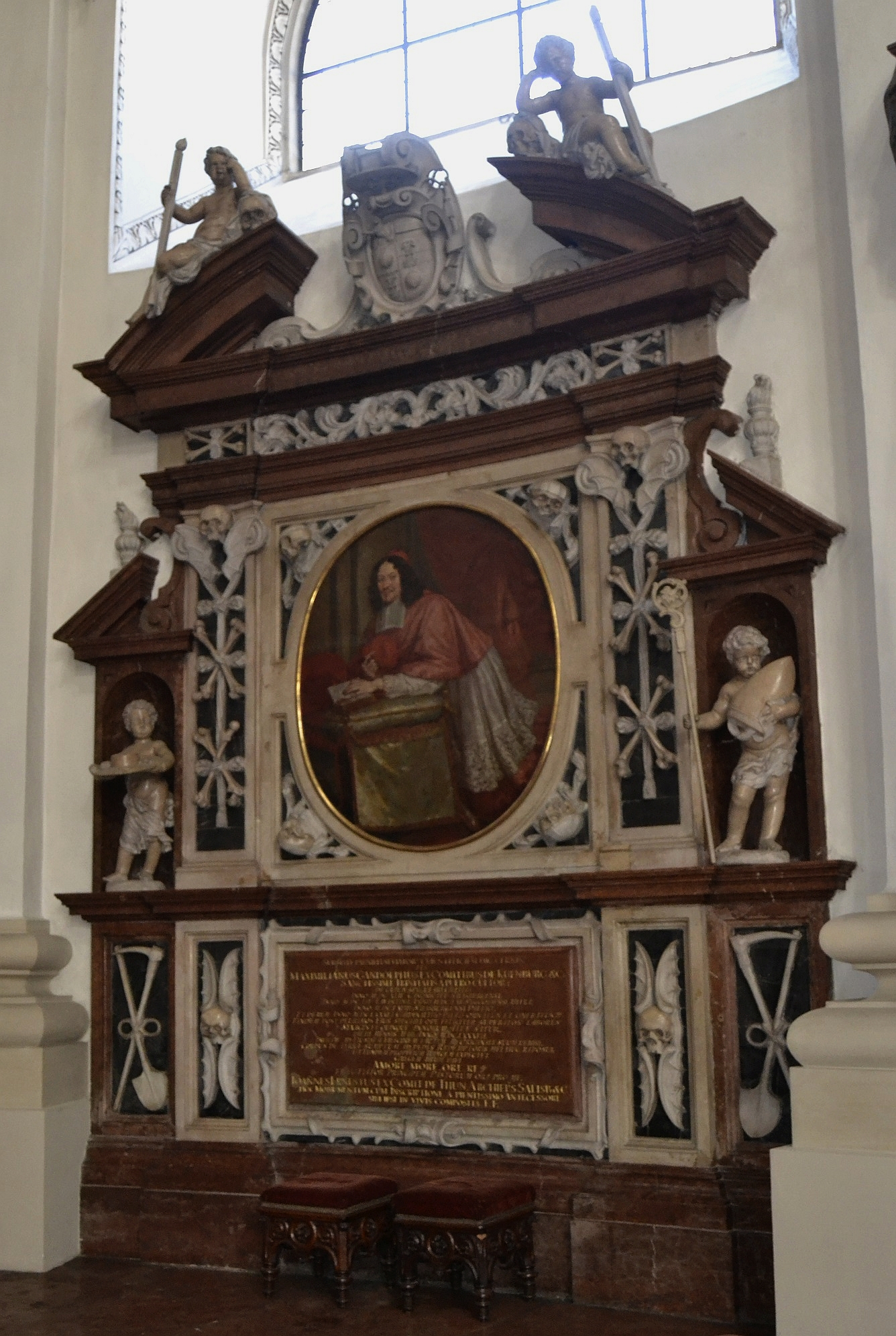
Denkmal für Kardinal Kuenburg im Salzburger Dom

Maximilian Gandolf Graf von Kuenburg (auch Gandolph; bis 1665 Freiherr von Kuenburg) (* 30. Oktober 1622 in Graz; † 3. Mai 1687 in Salzburg) war vom 8. Dezember 1668 bis zum 3. Mai 1687 Erzbischof von Salzburg (der dritte Kuenburger in diesem Amt) und Kardinal.

## Leben
In seiner Jugend studierte er bei Jesuiten in Graz und später am ebenso von der Gesellschaft Jesu geleiteten Collegium Germanicum in Rom. 1648 wurde er für Salzburg zum Priester geweiht, und 1654 zum Bischof von Lavant. Am 30. Juli 1668 wurde er zum Erzbischof von Salzburg gewählt, und erhielt am 8. Dezember desselben Jahres, dem Gedenktag der Unbefleckt empfangenen Jungfrau Maria, das Pallium; an ebendiesem Festtag war er zum Bischof von Lavant, einem Suffraganbistum von Salzburg, ernannt worden. Am 2. September 1686 wurde er von Papst Innozenz XI. zum Kardinal erhoben; weniger als ein Jahr danach starb der Salzburger Oberhirte.  
Gandolf initiierte verschiedene Maßnahmen im Sinne der Gegenreformation: Er gründete das Stift Seekirchen (1679), ließ die Ursprungskirche (erste Wallfahrtskirche) in Maria Plain erbauen, begründete die Hofbibliothek und gründete die Augustinerkloster Hallein, die Allerheiligenkirche in Tittmoning sowie das Theatinerkloster zu Salzburg. Auch erneuerte er die Imbergkirche zu Salzburg und ließ die Erhardkirche sowie die Kajetanerkirche in dieser Stadt errichten. 
Als weltlicher, autoritär regierender Fürst gab er eine Fülle von Weisungen und Verordnungen heraus:
- Die Salzburger Feuerlöschordnung (1677) mit jährlich viermaligen Kehrungen der Kamine in der Stadt Salzburg,
- die Säuberungsordnung zur einmal wöchentlichen Reinigung der Straßen, mit dem Verbot des Ausleerens der Aborte auf Plätze u. Straßen, Abwasser-Ausgüsse mussten gefasst sein und in die Erde führen, aller Unrat musste in Bäche und Flüsse geworfen werden, Aborte durften nur nachts geleert werden, öffentliche Brunnen durften nicht verschmutzt werden.
- Die Almosenordnung (1678) samt „Bettlerkataster“ (nur sehr alte und kranke Personen durften mit Ausweis versehen betteln) zur „Bekämpfung“ der hohen Zahl der Bettler
- die Ruhe- und Sicherheitsordnung,
- die Infektionsordnung (1679)
- die Peinliche und Zivilprozessordnung diente auch zur genauen Anwendung und Regelung der "hochnotpeinlichen Befragung", d. h. der Folter,

sowie viele andere.

## Vertreibung der Protestanten
Er führte die Vertreibung der protestantischen Dürrnberger Bergknappen unter deren Führer Joseph Schaitberger und der Deferegger und Dürrnberger Exulanten durch; es war Teil einer größeren Initiative, der Vertreibung der Salzburger Exulanten.

## Hexenverfolgungen
In den Jahren zwischen 1675 und 1690 ließ Max Gandolf von Kuenburg in der Erzdiözese in den Zauberbubenprozessen 153 Personen wegen angeblicher Zauberei und Hexerei hinrichten, der Großteil von ihnen Kinder und Jugendliche. Mit dieser Vorgangsweise wollte er auf seine Art auch das „Bettelunwesen“ (d. h. das Betteln der Ärmsten der Armen) bekämpfen. Die Beklagten waren fast alle Bettler, Landstreicher oder sonst weitgehend mittellose Personen. Geständnisse wurden durch Folter erpresst. Im Mittelpunkt stand der Prozess gegen Barbara Koller und ihren Sohn Jakob Koller, Schinderjackl genannt. Der „Zauberer Jackl“ habe Jugendliche in einer „Blutsgemeinschaft“ um sich geschart. In der Stadt Salzburg wurden die angeklagten Bettlerbuben wegen der Überfüllung der Gefängnisse 1678–1679 auch im Hexenturm in Salzburg festgehalten. Die Hinrichtungen selbst fanden fast alle an der Richtstätte in Salzburg-Gneis statt. Felix Mitterer geht in seinem Drama Die Kinder des Teufels auf die Gerichtsprozesse ein.

## Tod
Erzbischof Kuenburg starb am 3. Mai 1687. Sein Leichnam wurde in einem Zinnsarg in der Krypta des Salzburger Doms bestattet, Herz und Eingeweide kamen in die Wallfahrtsbasilika Maria Plain. Die Trauermusik komponierte Heinrich Ignaz Franz Biber. Die Grabinschrift beinhaltet das Wortspiel „Amore, More, Ore, Re“: er habe der Freundschaft in Liebe, Sitte, Wort und Tat gedient.

## Weitere Daten

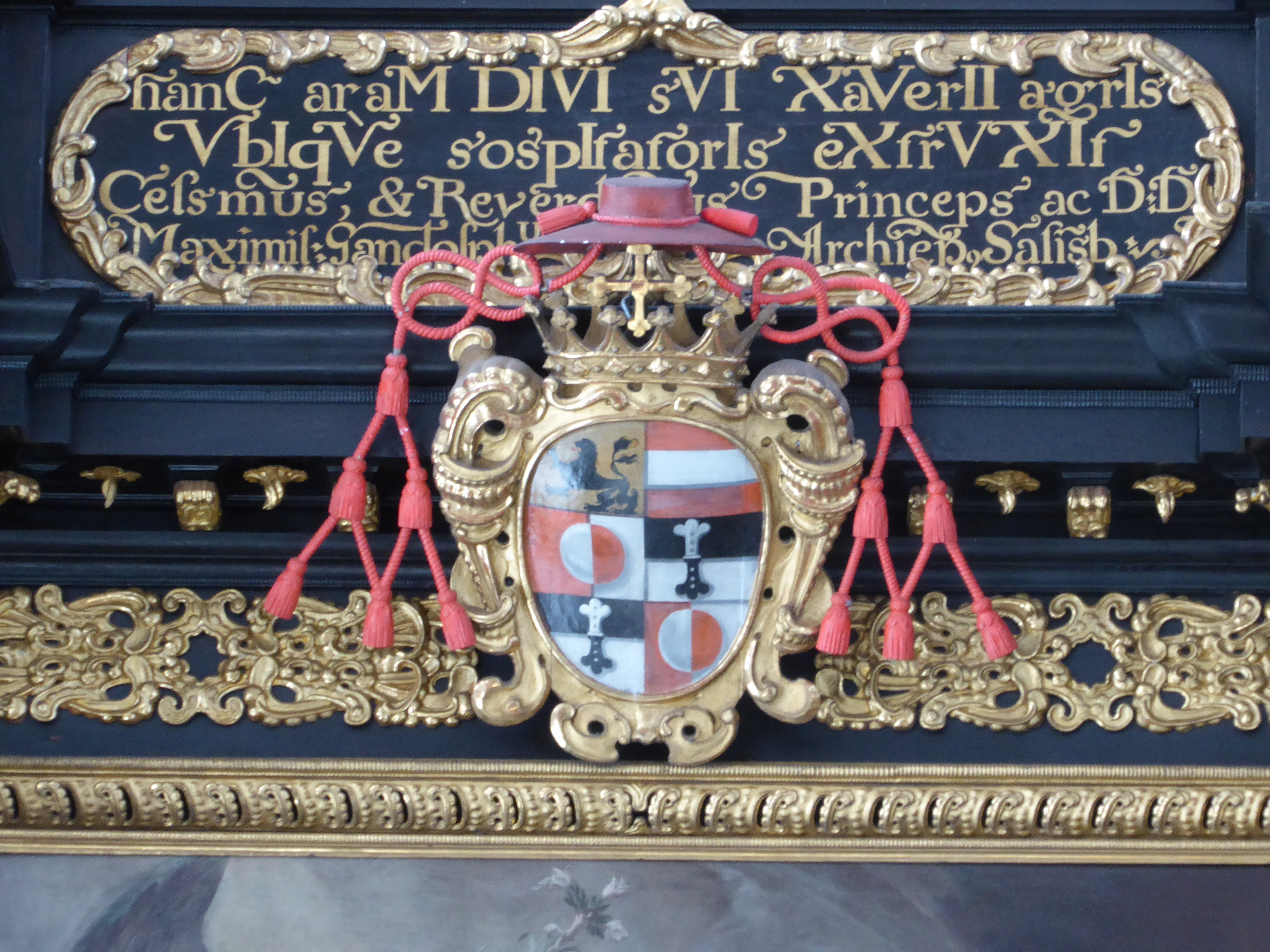
Wappen des Fürsterzbischofs in der Stadtpfarrkirche in Leoben

- 1644 wurde er Kanoniker in Salzburg, und 1647 Domherr.
- 1665 erfolgt seine Erhebung in den Grafenstand durch Kaiser Leopold I.
- 1681 lässt er auf der Festung Hohensalzburg die Feuerbastei und das Kaplanstöckl errichten.
- 1683 bei der Belagerung Wiens durch die Türken entsandte er ein Kontingent von 800 Soldaten, Waffen, Munition und Bargeld zur Unterstützung.